# Amt Herne
| Amt in Preußen     | Amt in Preußen                                               |
| ------------------ | ------------------------------------------------------------ |
| Name               | Herne (1844–1897) Baukau (1897–1909) Bladenhorst (1909–1926) |
| Provinz            | Westfalen                                                    |
| Regierungsbezirk   | Arnsberg                                                     |
| Landkreis          | Bochum                                                       |
| Fläche             | 29,9 km² (1895)                                              |
| Einwohner          | 28.680 (1895)                                                |
| Bevölkerungsdichte | 959 Einw./km² (1895)                                         |
| Gemeinden          | 11 (1844) 6 (1895)                                           |

Das Amt Herne war von 1844 bis 1897 ein Amt im Kreis Bochum in der preußischen Provinz Westfalen. Seine Nachfolgeämter waren das Amt Baukau und das Amt Bladenhorst.

## Geschichte
Im Rahmen der Einführung der Landgemeindeordnung für die Provinz Westfalen wurde 1844 im Kreis Bochum aus der Bürgermeisterei Herne das Amt Herne gebildet. Die Bürgermeisterei Herne war in der Franzosenzeit im Kanton Bochum des Großherzogtums Berg eingerichtet worden. Das Amt umfasste anfänglich elf Gemeinden:
- Baukau
- Bickern
- Bladenhorst
- Crange
- Eickel
- Herne
- Hiltrop
- Holsterhausen
- Horsthausen
- Pöppinghausen
- Röhlinghausen

Am 22. Mai 1875 schieden die Gemeinden Bickern, Crange, Eickel, Holsterhausen und Röhlinghausen aus dem Amt Herne aus und bildeten das neue Amt Wanne.

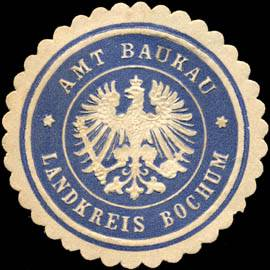
Siegelmarke Amt Baukau

Die Gemeinde Herne erhielt 1897 das Stadtrecht, schied aus dem Amt Herne aus und wurde amtsfrei. Das verbleibende Restamt, bestehend aus den Gemeinden Baukau, Bladenhorst, Hiltrop, Horsthausen und Pöppinghausen, erhielt den Namen Amt Baukau.
Hiltrop wechselte am 1. April 1902 aus dem Amt Baukau ins Amt Harpen. Am 1. April 1908 wurden Baukau und Horsthausen in die Stadt Herne eingegliedert; gleichzeitig wurde Pöppinghausen nach Bladenhorst eingemeindet. Das nun nur noch aus der Gemeinde Bladenhorst bestehende Amt erhielt 1909 den Namen Amt Bladenhorst.
Zum 1. April 1926 wurden das Amt und die Gemeinde Bladenhorst durch das Gesetz über die Neuregelung der kommunalen Grenzen im rheinisch-westfälischen Industriebezirke aufgelöst und in die Stadt Castrop-Rauxel eingemeindet.

## Einwohnerentwicklung
Amt Herne
| Jahr | Einwohner | Quelle |
| ---- | --------- | ------ |
| 1839 | 3.709     | [ 7 ]  |
| 1859 | 6.561     | [ 8 ]  |
| 1871 | 13.570    | [ 9 ]  |
| 1885 | 15.186    | [ 10 ] |
| 1895 | 28.680    | [ 11 ] |

Das Amt wurde 1875, 1897, 1902 und 1908 verkleinert.
Amt Bladenhorst
| Jahr | Einwohner | Quelle |
| ---- | --------- | ------ |
| 1910 | 1.453     | [ 12 ] |
| 1925 | 1.758     | [ 13 ] |